# Municipio de Cañitas de Felipe Pescador
El municipio de Cañitas de Felipe Pescador es uno de los 58 municipios del estado mexicano de Zacatecas. Su cabecera es la localidad de Cañitas de Felipe Pescador.

## Geografía
Dicho municipio, se encuentra en la región norte del Estado de Zacatecas, zona del semidesierto; la cabecera municipal se localiza a 24°15’ latitud norte en relación con el ecuador y 1°59’ de latitud norte con el Trópico de Cáncer, 102°30’, de longitud oeste con relación al meridiano de Greenwich. Cuenta con una extensión territorial de 482 km².

### Carreteras principales
- Carretera Estatal 36
- Carretera Estatal 82
- Carretera Estatal 83

### Municipios adyacentes
- Municipio de Río Grande – norte y oeste
- Municipio de Villa de Cos – este
- Municipio de Fresnillo – sur

## Demografía
El municipio de Cañitas de acuerdo con el Censo de Población y Vivienda de 2020 realizado por el Instituto Nacional de Estadística y Geografía tiene una población total de 8 255 habitantes, de los cuales 4 027 son hombres y 4 228 son mujeres.

### Localidades
El municipio de Cañitas tiene un total de 11 
localidades, las principales y el número de habitantes en 2020 son las siguientes: 
| Localidad                  | Población |
| Total Municipio            | 8 255     |
| Cañitas de Felipe Pescador | 6 378     |
| Boquilla de Abajo          | 922       |
| La Quemada                 | 571       |
| El Saucillo                | 215       |